# Посольство Австрии в России
Посольство Австрии в Москве (нем. Österreichische Botschaft in Russland) — дипломатическая миссия Австрии в России, расположена в Москве в Хамовниках, в особняке Миндовского на углу Староконюшенного и Пречистенского переулков.
- Консульский и визовый отдел: 119034, Москва, Большой Лёвшинский переулок, 7.
- Индекс автомобильных дипломатических номеров: 017.

Чрезвычайный и полномочный посол Австрийской Республики в Российской Федерации Вернер Альмхофер (с 2021 года).

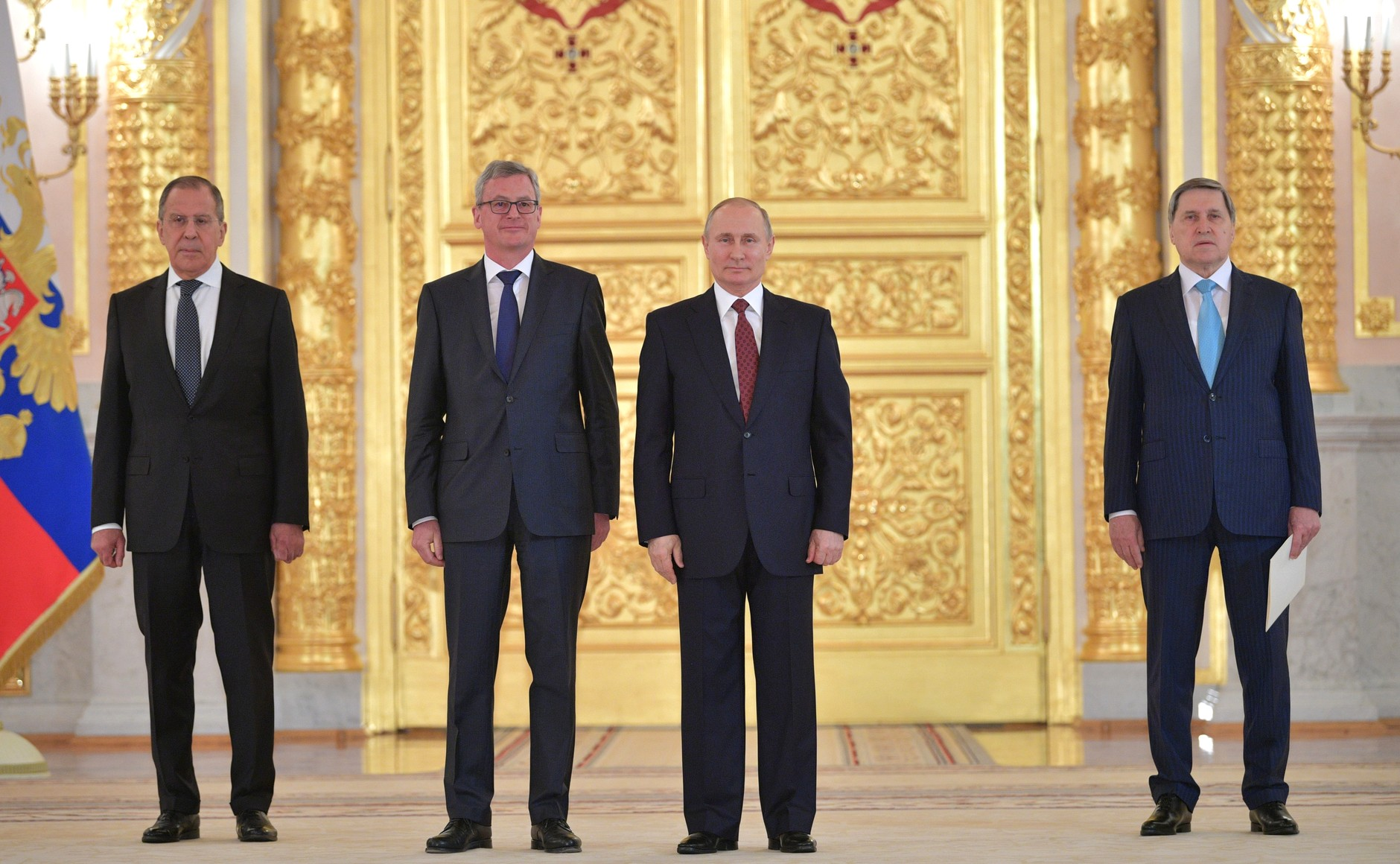
Владимир Путин с послом Австрии в России Йоханнесом Айгнером, 2018 год

## Здание посольства
В 1927 году бывший особняк Н. И. Миндовского (Староконюшенный переулок, 1), построенный в 1906 г. по проекту Н. Г. Лазарева, был передан Австрийской Республике под посольство. После «аншлюса» 1938 года бывший дом австрийской миссии стал гостевым домом немецкого посольства в Москве.
23 и 24 августа 1939 года здесь останавливался министр иностранных дел Германии, Иохаим фон Риббентроп, прибывший в Москву для подписания Пакта о ненападении. Легенда гласит, что именно здесь проводилось подписание секретного протокола к пакту о ненападении, что, однако, маловероятно. В 1944 году здесь останавливался британский премьер-министр Уинстон Черчилль, прибывший в Москву для переговоров со Сталиным.
В 1955 году после восстановления независимости Австрии здание стало вновь посольством Австрии.

## Послы Австрии в России
| - Стефан Вильгельм Кинский (1721—1722) - Николаус Хохгольцер (1722—1725, врем. поверенный) - Амадеус Бюсси-Рабютен (1725—1727) - Лоренц Караме (1727—1728, врем. поверенный) - Франц Вратислав (1728—1732) - Николаус Хохгольцер (1732—1734) - Иоганн Франц Генрих Карл Остейн (1734—1738) - Антонио Отто Ботта д'Адорно (1738—1742) - Николаус Хохгольцер (1742—1744) - Филипп Орсини-Розенберг (1744—1745) - Николаус Хохгольцер (1745—1746) - Иоганн Франц Претлак (1746—1748) - Иосиф Бернес (1748—1751) - Иоганн Франц Претлак (1751—1753) - Миклош Эстерхази (1753—1761) - Флоримон Мерси-Аржанто (1761—1763) - Иосиф Мария Карл Лобковиц (1763—1777) - Иосиф Кауниц-Ритберг (1777—1779) - Людвиг Кобенцль (1779—1800) - Иоганн Локателли (1800—1801, врем. поверенный) - Франц Заурау (1801—1802) - Йозеф Худелист (1802—1803, врем. поверенный) - Иоганн Филипп Штадион (1803—1805) - Теодоро Санчес д'Агилар (1805—1806, врем. поверенный) - Карл Биндер фон Кригльштайн (1806, врем. поверенный) - Максимилиан Мерфельд (1806—1808) - Карл Филипп Шварценберг (1808—1809) - Жозеф Сен-Жюльен (1809—1812) - Иоганн Провост (1815—1816, врем. поверенный) - Генрих Бомбеллес (1816, врем. поверенный) - Людвиг Лебцельтерн (1816—1827) - Максимилиан Кайзерфельд (1827, врем. поверенный) - Штефан Зичи (1827—1828) - Отто Мейзенбург (1829, врем. поверенный) - Карл Людвиг Фикельмон (1829—1840) - Франц де Паула Коллоредо-Вальдзее (1843—1847) - Эдуард Лебцельтерн-Колленбах (1848, врем. поверенный) | - Карл Фердинанд Буоль-Шауэнштейн (1848—1851) - Эдуард Лебцельтерн-Колленбах (1851, врем. поверенный) - Франц де Паула Коллоредо-Вальдзее (1851—1852) - Александр Менсдорф-Пули (1852—1853) - Имре Сеченьи (1853, врем. поверенный) - Валентин Эстерхази (1853—1858) - Фридрих Тун-Гогенштейн (1859—1862) - Альбин Ветсера (1864, врем. поверенный) - Фридрих Ревертера фон Саландра (1864—1868) - Богуслав Хотек (1869—1871) - Фердинанд Лангенау (1871—1880) - Константин Трауттенберг (1880, врем. поверенный) - Густав Кальноки (1880—1881) - Антон Волькенштейн-Тростбург (1882—1894) - Франц Лихтенштейн (1894—1898) - Алоиз Эренталь (1899—1906) - Леопольд Берхтольд (1906—1911) - Дуглас Турн-Вальсассина (1911—1913) - Фридрих Сапари (1913—1914) - Отто Поль (1924—1927) - Карл Вальдбруннер (1945—1946) - Карл Брауниас (1946) - Норберт Бишофф (1946—1960) - Генрих Хаймерле (1960—1964) - Вальтер Водак (1964—1970) - Генрих Хаймерле (1970—1974) - Хайнц Штанденат (1975—1978) - Геральд Хинтереггер (1978—1981) - Гельмут Лидерман (1981—1985) - Герберт Грубмайр (1985—1992) - Фридрих Бауэр (1992—1995) - Франц Седе (1999—2003) - Мартин Вукович (2003—2009) - Маргот Клестиль-Лёффлер (2009—2014) - Эмиль Брикс (2015—2017) - Йоханнес Айгнер (2017—2021) - Вернер Альмхофер (2021 — н. в.) |